# Xã Garfield, Quận Sioux, Iowa
Xã Garfield (tiếng Anh: Garfield Township) là một xã thuộc quận Sioux, tiểu bang Iowa, Hoa Kỳ. Năm 2010, dân số của xã này là 335 người.